# Rutilus frisii
Rutilus frisii is een  straalvinnige vissensoort uit de familie van karpers (Cyprinidae). De wetenschappelijke naam van de soort is voor het eerst geldig gepubliceerd in 1840 door Nordmann.
De soort staat op de Rode Lijst van de IUCN als niet bedreigd, beoordelingsjaar 2008.